# Festival des Giboulées
 (mai 2024).
 (décembre 2015).
 (décembre 2015).
Si vous disposez d'ouvrages ou d'articles de référence ou si vous connaissez des sites web de qualité traitant du thème abordé ici, merci de compléter l'article en donnant les références utiles à sa vérifiabilité et en les liant à la section « Notes et références ».
Le festival des Giboulées est un festival qui se déroulait au printemps de chaque année au Creusot depuis 2002 en Saône-et-Loire. Divers figures emblématiques de la scène rock, électro, dub ou reggae y furent présents.

## Historique
Lancé par cinq étudiants de l'IUT du Creusot, le festival des Giboulées s'implante d'abord à quelques kilomètres du Creusot dans le petit village de Saint-Sernin-du-Bois. Il reste deux ans dans cette commune en 2002 et 2003. Il s'inscrit dans la suite de plusieurs initiatives musicales dans les années 90.
En 2004, l'Association Les Giboulées, qui gère le festival, reçoit l'appui financier et logistique de la Ville du Creusot et obtient le droit de déménager le lieu de leur rendez-vous musical dans la nouvelle Halle des Sports de la Ville, dans le quartier dit des Riaux. Les Giboulées ne quitteront plus leur nouvelle ville d'accueil malgré un déménagement temporaire en 2006 à Paris.
En 2005, le Festival accueille 5000 amateurs.
En 2006, le Festival est exceptionnellement déplacé à Paris XIXe au Glazart.
En 2007, les Giboulées reviennent au Creusot et parviennent à attirer des artistes français d'envergure tels que Louis Bertignac ou Joeystarr.
Le festival 2008 parvient à attirer 8000 personnes.
Le festival des Giboulées cesse d'exister à l'issue de l'édition 2014.

## Programmation

### Années 2000

#### Édition 2002
Racines locales, Broussai, Monky Brass Band, Nearly Jane, JMPZ, The RMO, Dia Ya Affane, Kaophonic Tribu, Sound Fi Dead, Batuccada

#### Édition 2003
Mic Mure, Hugh Hopper & Les Mangeurs, Big Mama, Les Caméléons, C2H, Nikeu Nitête, Zaouli Percussions, La Jeanne Cuillère, Les Ogres de Barback, Prajna, Alien Duch

#### Édition 2004
The Jim Murple Memorial, Le Maximum Kouette,
The Skatalites, Les Fils de Teuhpu, Mad Professor
(Annulé), DAAU & Ezekiel, N&SK, Enhancer, Sidilarsen
Radio Bomb, Les Doigts de l'Homme, Semtazone

#### Édition 2005
François Hadji-Lazaro, Hubert-Félix Thiéfaine, Mano Solo,
Bumcello, Serge Teyssot-Gay, Jaga Jazzist,
Lofofora, No One Is Innocent, Tambours du Bronx,
Birdy Nam Nam, Shrink Orchestra, Feat. Damny de La Phaze, Interlope, Dee Nasty & DJ Duke,
Petit Vodo, Fumuj, No Bluff Machines,
Batlik, DJ Shinobee, Mastermind

#### Édition 2006
Raekwon aka The Thief (Wu Tang Clan), DJ Storm
(Wu Tang Clan), Sound Fi Dead, Psyko't, DJ Noar,
Watcha Clan, Zong,  In The Club, Montgomery, 69DB,
Ixindamix, Yvan Marc, Dirty Breaks, The Patriotic Sunday, My name is nobody, Macrobass, Tue-Loup,
Zebramix, Les Supremes Dindes, Fatidik Bassline

#### Édition 2007
La Ruda, Son of Dave, ZZZ, La Maison Tellier, Love P.,
Psylocks, Dog Eat Dog, Joeystarr, Rachid Taha,
Les Wampas, Babylon Circus Experience, Mellino,
Big Red & DJ Shone, Galaxie, Iltika, The Buzzcocks,
Louis Bertignac, Hyper, Eiffel, DJ Cam, Alec Empire,
Wax Taylor, The Herbaliser, R-ZAC = 69DB +
Crystal Distortion, ZAM'X

#### Édition 2008
Brain Damage, Kaophonic Tribu, Percubaba,
Israel Vibration, La Phaze (Annulé), Hilight Tribe,
JMPZ, Zenzile, Luke, AqME, Mass Hysteria,
Beat Bastard Crew, Lalo Zanelli) (Gotan Project),
Dr Das (Asian Dub Foundation), Jeff 23 (Spiral Tribe),
DJ Deryv, Riddimdim, Adian Electronica, Singoff,
Los Keraspan, DJ Oprah

#### Édition 2009
Jeudi 16 : Synap's, Kem's one, DJ Pliz, Fredo, Fredo Faya, Infracid
Vendredi 17 : Lo'jo, Ministère des Affaires Populaires, Java, Toots & the Maytals, Los Tres Puntos, Maniacx, Freeman (IAM), DJ Scratchy, Chinese Man
Samedi 18 : Akirise, Kaly Live Dub, Asian Dub Foundation, La Phaze, DJ Zebra, DJ Solal (Gotan Project), DJ Scratchy, Peter Parker (Fingathing), Freestylers

### Années 2010

#### Édition 2010
Jeudi 8 – Made in Jamaica & Zion Tree, HK et Les Saltimbanks & Les Anes Pas Manqués, S.A.I, The Scratches & Le Répatateur, Dick Lorentz
Vendredi 9 – Teldem Com'unity, Dj Karve, Les Touffes Krétiennes, Mr Viktor, The Gladiators, Dj Naughty j, Alpha Blondy, Vand Vand, Trojan Sound System & Roots Manuva/Ricky Ranking
Samedi 10 – Blake Worrell, La machine, Mogwai Dj Set, The Exploited, Mike Joyce, Ixindamix, Cyberpunkers, Make the girl dance, Punish Yourself, Missill, Manu le Malin, The Toxic Avenger

#### Édition 2011
Mercredi 13 – L’Effet Kartell, Blackfeet Revolution, Formule Records party, Fowatile
Jeudi 14 – Tekpaf, Macka B, Dub Incorporation, Lyricson & Guiding star, Dj Deryv
Vendredi 15 – Modibick, Gérard Baste, Sour Beauty, Tido Berman, High Tone, DJ N’Zeng, Raggasonic, Dj Prosper, DJ Vadim & The electric
Samedi 16 – The Hacker (Annulé), Donovans & Dinamics, Bonobo, Robots in Disguise, Ebony Bones, Stupeflip, Sexy Sushi, The Micronauts & John Lord Fonda, Agoria, Housemeister

#### Édition 2012
Jeudi 29  – Wacky freaks, Unknown flying orchestra, Miso soup, Noone, François
Vendredi 30  – Le réparateur, Tom fire, Sanseverino, R.wan, Le Pied de la pompe featuring Guizmo, Zeitoun et Alee, Zebda, Omar Perry et Boulevard des airs
Samedi 31  – Undead, Bodi Bill, Saul Williams, Kid Koala, 1995, DJ Food, C2C, Dope D.O.D, Le Peuple de l'Herbe, Scratch bandits crew, Tambour battant

#### Édition 2013
Mardi 3 avril - Nazca, Jaromil, Hyphen Hyphen
Vendredi 5 avril - Max Romeo, Kanka, Horace Andy, Naive New Beaters, Dub Pistols, Johnny Clarke, Mad Professor & Joe Ariwa, Zion Train Feta.. Dubdadda & Fitta Warri
Samedi 6 avril - Two square meters of Machine, Your happy end, Sébastien Tellier, Rangleklods, Joris Delacroix, Stuck in the sound, Etienne de Crecy, Kavinsky, Sebastian, Goose, Popof

#### Édition 2014
jeudi 1er mai - scène ouverte gratuite
vendredi 2 mai - Cascadeur (electro), HollySiz (pop rock), 2manydjs (electro), Jackson & his Computer Band (electro)
samedi 3 mai - Gaetan Roussel, BB Brunes, Von Pariahs, The Inspector Cluzo (Rock’n Roll)